# 馬自達Flair Wagon

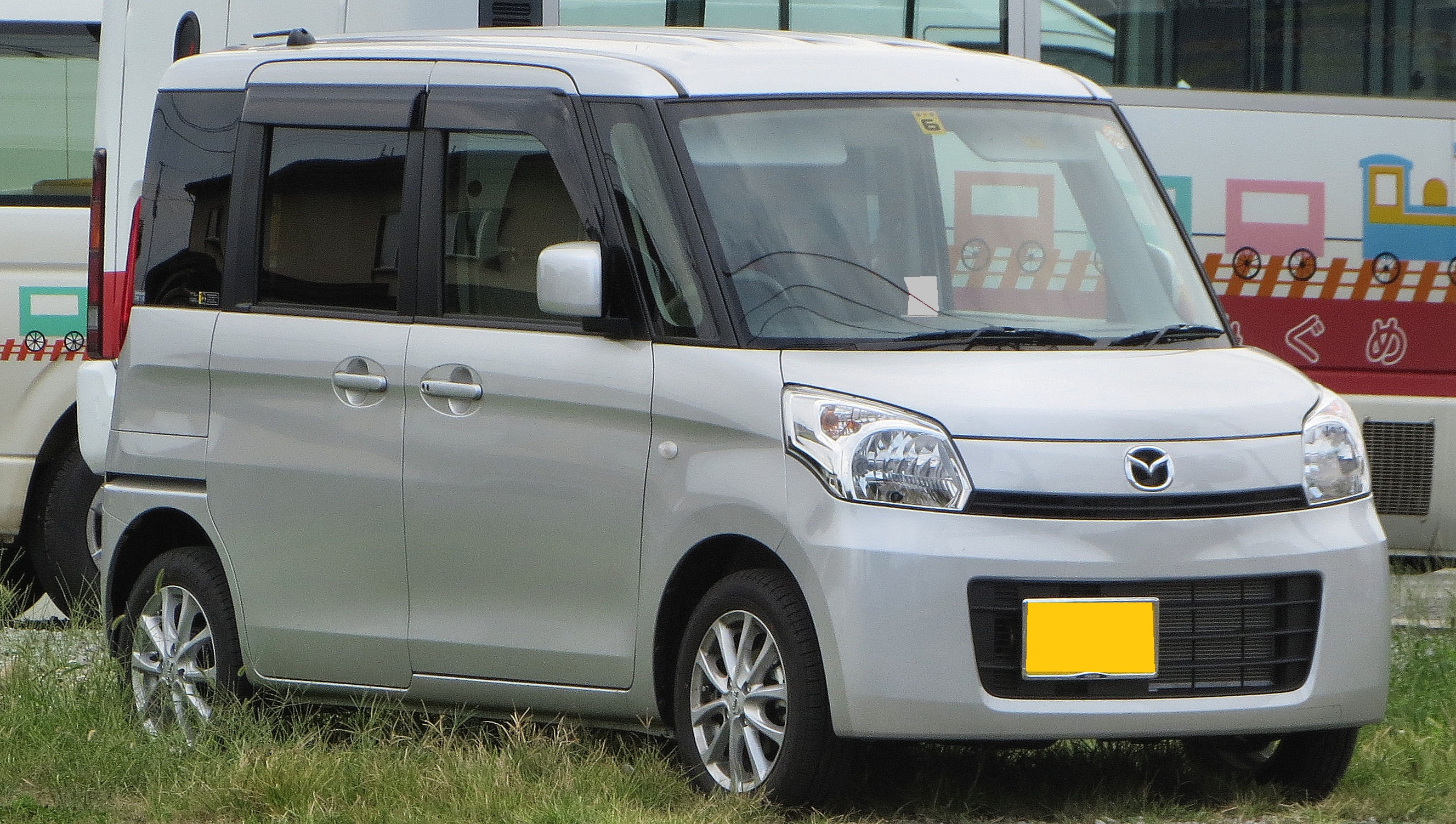
第二代Flair Wagon

馬自達Flair Wagon（日语：マツダ・フレアワゴン）是2012年起由日本馬自達汽車公司委託鈴木汽車代工生產、貼上馬自達廠徽銘牌的輕型高頂旅行車，這款車是以鈴木Palette（（日語）スズキ・パレット）為基礎而開發出來的，僅在日本國內市場銷售。
除了鈴木Palette外，另一款兄弟車為日產Roox。這是繼第六代鈴木Alto、第五代馬自達Carol和日產Pino三兄弟車款以來，第二次出現三兄弟車款。

## 歷史

### 第一代（2012年-2013年）
長年以來馬自達和鈴木汽車之間存在著輕型車OEM代工的協議，這款以鈴木Palette為基礎而開發的輕型車於2012年6月26日正式發表上市。上市初期時兩者不論外觀或內裝完全一樣，差別只在廠徽銘牌不同而已，這一點和第四代Scrum、AZ-Offroad相同。
動力方面分成兩種：自然進氣的658c.c.直列三缸DOHC VVT K6A型引擎最大馬力54ps / 6,500rpm、扭力峰值6.4kgf・m / 3,500rpm；配備渦輪增壓的658c.c.直列三缸DOHC K6A型引擎最大馬力64ps / 6,000rpm、最大扭力9.7kgf・m / 3,000rpm。至於變速箱系統，則採用日產汽車與Jatco（（日語）ジヤトコ株式会社）共同開發的CVT附副變速機構。全車系最大的賣點在於後車門採滑門式設計，部分高階車款甚至設置電動滑門。此外，「IS Limited」車款裝置了怠速熄火系統，以JC08模式測試可達22.2km/L的油耗表現。
2013年2月因鈴木Palette的後繼車款鈴木Spacia上市，第一代Flair Wagon隨著停產。此代車款僅販售約9個月的時間，這在日本汽車史上是相當罕見的。

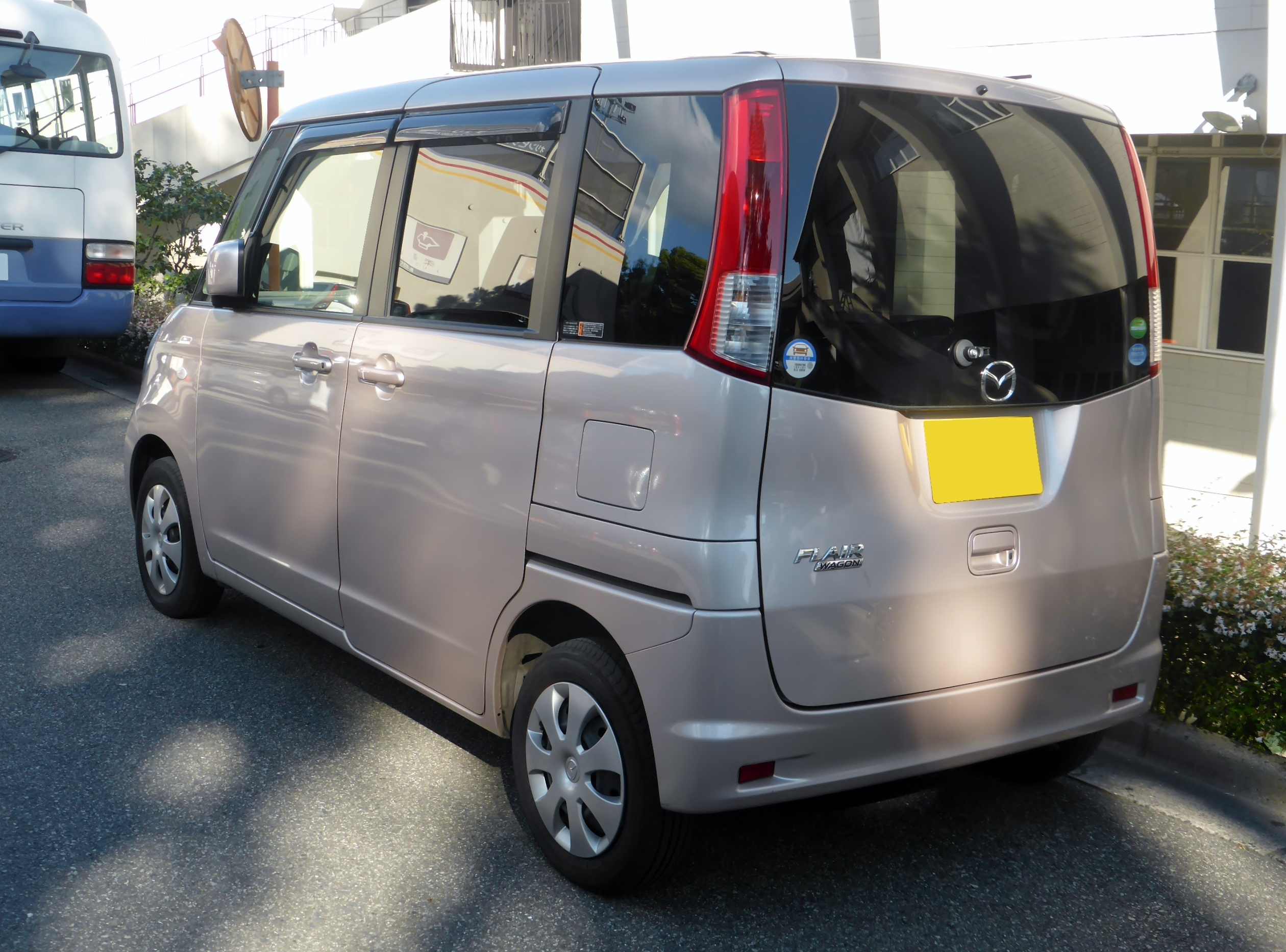
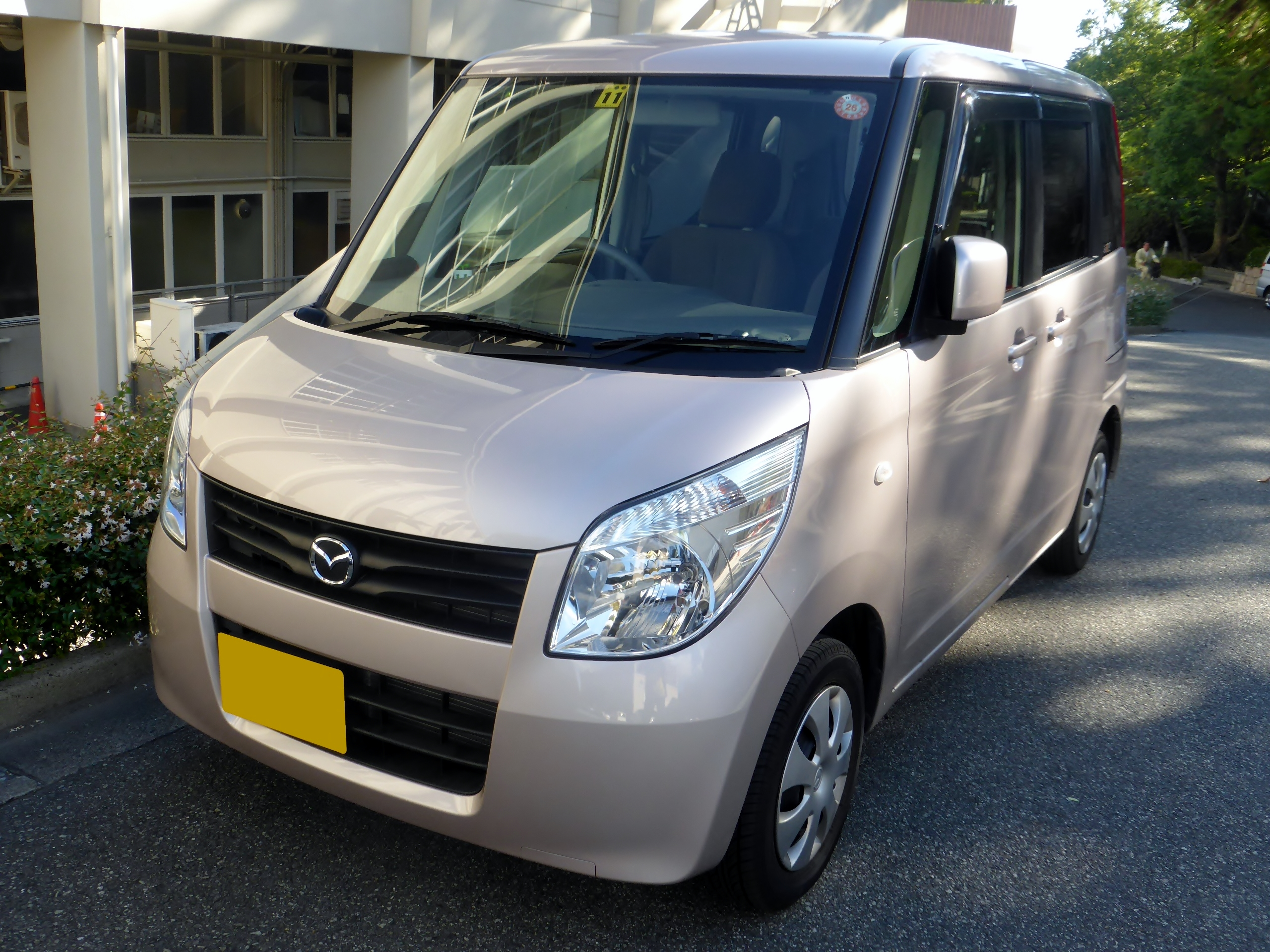

### 第二代（2013年-2018年）
2013年 - 3月18日發表大改款，同年4月25日開始發售，其原型車款從鈴木Palette變為鈴木Spacia。和同系列的Flair、第六代Carol一樣，搭載鈴木汽車新開發的「eNe-CHARGE」動能回收系統（（日語）エネチャージ）、「Eco-Cool」蓄冷技術（（日語）エコクール） 和引擎怠速自動啟閉系統，以提升油耗表現。引擎改採658c.c.直列三缸DOHC VVT R06A型，最大馬力52ps / 6,000rpm、扭力峰值63N·m / 4,000rpm。側門採用滑門設計，且使用隱藏式滑軌，使得車門寬度擴大。
同年6月20日發表運動化車型「Custom Style」，其實為鈴木Spacia Custom換牌而來，具有全新設計水箱罩、透明尾燈組、全車空力套件等配備；同時「XS」可加價選購附防夾功能的電動滑門、附自動啟閉的放電式頭燈組。9月19日部分改良，雷達煞車輔助系統、防暴衝機能、緊急煞車信號、DSC動態穩定控制系統、TCS循跡控制系統等皆成為標準配備，更換新水箱罩，「XG」新增前拉桿。11月23日與鈴木Spacia同時獲得2013年度日本年度風雲車。
2014年 - 6月19日發售「XS Limited」特仕車，以「XS」為基調外加附防夾功能的右後電動滑門、附自動啟閉的放電式頭燈組、防紫外線前擋玻璃、雙前座加熱功能、後座熱風出口、助手席化妝鏡、全車空力套件、附LED方向燈之後視鏡、14吋鋁合金輪圈等配備。
2015年 - 5月28日實施小改款，原「eNe-CHARGE」動能回收系統的馬達改為ISG整合式啟動馬達（Integrated Starter Generator之縮寫）與鋰電池的「S-eNe-CHARGE」，新增雙攝影鏡頭，當中包含車道偏離警示系統、前方碰撞預警系統（含自動煞車）、前方車輛移動警告、車輛路線不穩警告與油門誤踩警告系統等配備。8月27日推出「Custom Style」渦輪增壓版，搭載658c.c.直列三缸DOHC VVT R06A型渦輪增壓引擎，配合ISG整合式啟動馬達（Integrated Starter Generator之縮寫）與鋰電池，同時新設巡航定速系統和換檔撥片。最大馬力為64ps / 6,000rpm，最大扭力為9.7kg・m / 3,000rpm。主動式安全系統方面新增雙攝影鏡頭，當中包含車道偏離警示系統、前方碰撞預警系統（含自動煞車）、前方車輛移動警告、車輛路線不穩警告與油門誤踩警告系統等配備，加上四顆安全氣囊與ESP車身穩定控制系統。
2017年 - 1月12日改良，新增防眩式後視鏡、倒車顯影等配備，追加兩種新車色，將以往二種渦輪增壓車型合併成「Custom Style XT」一種車型。同年12月由於兄弟車改朝換代，全車系中止生產，不過福祉車仍繼續販售。

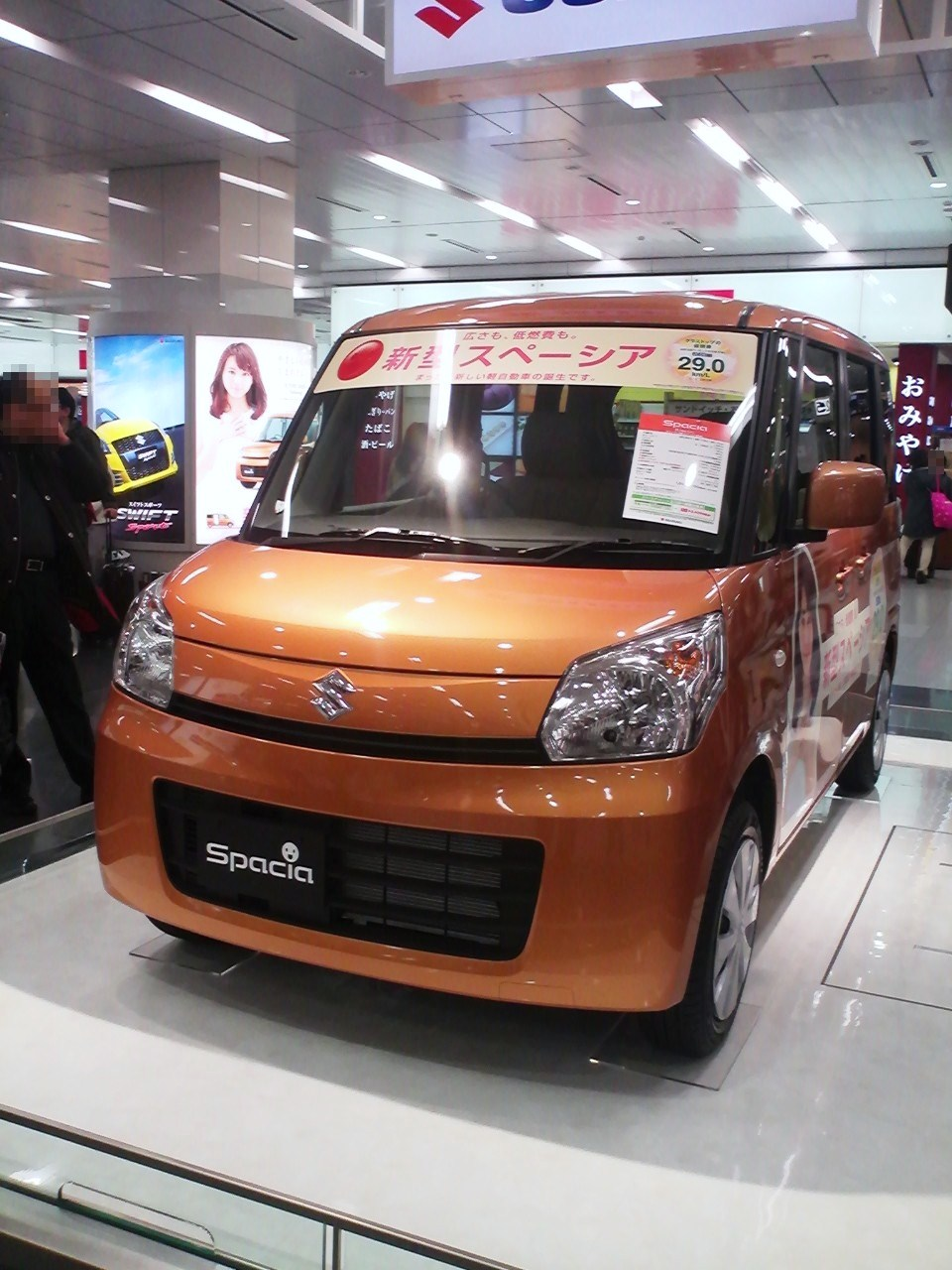
兄弟車鈴木Spacia
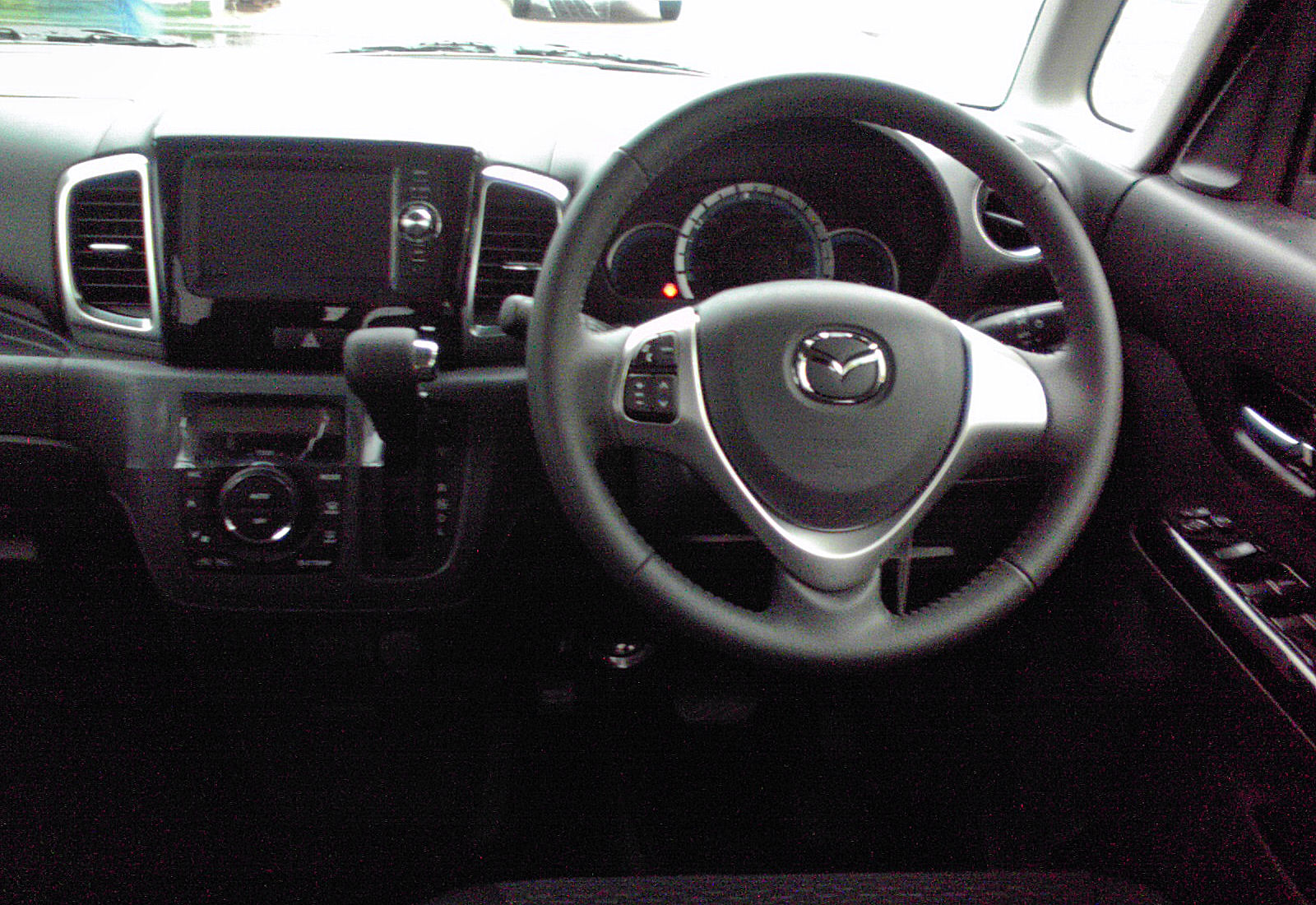
內裝
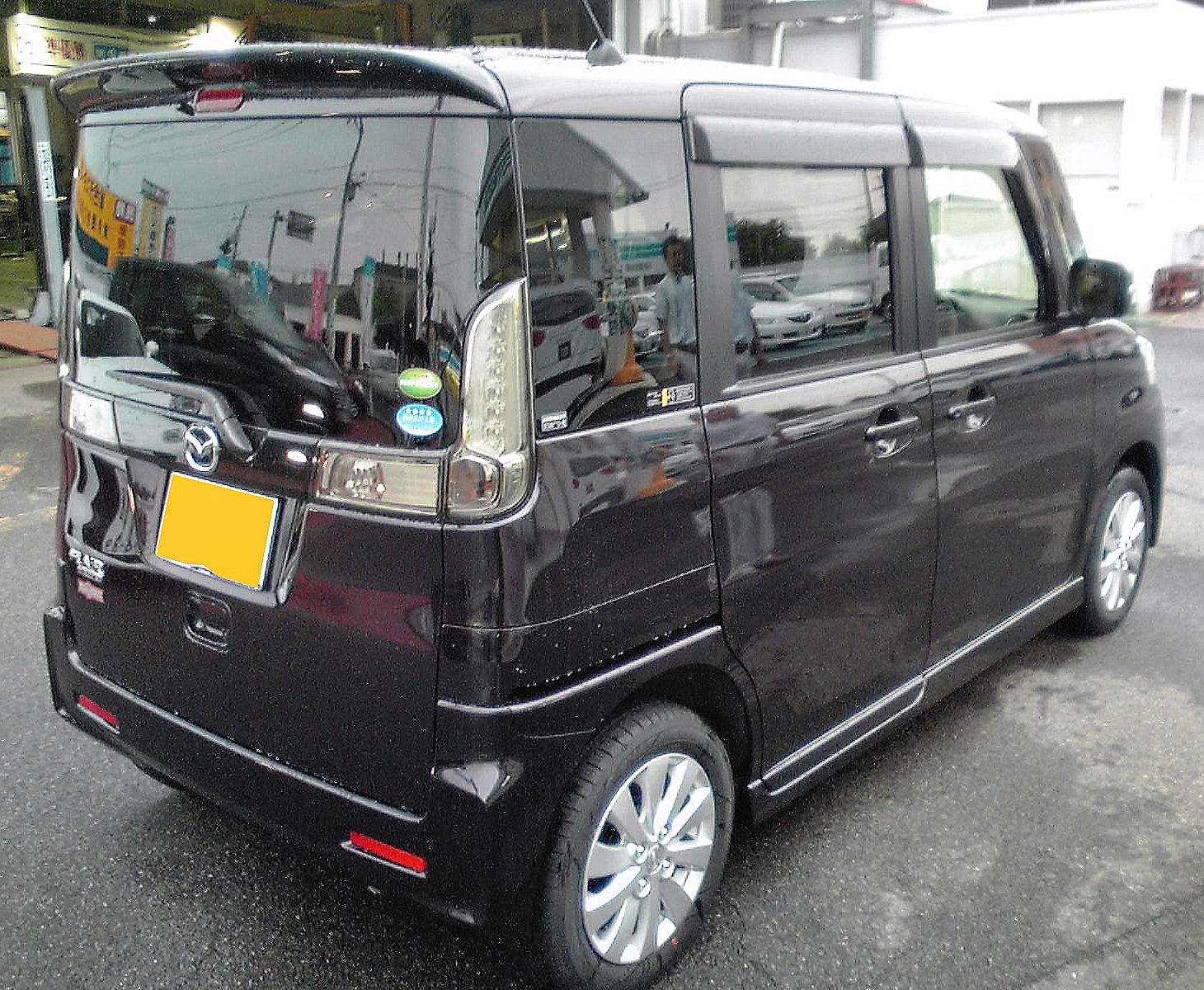
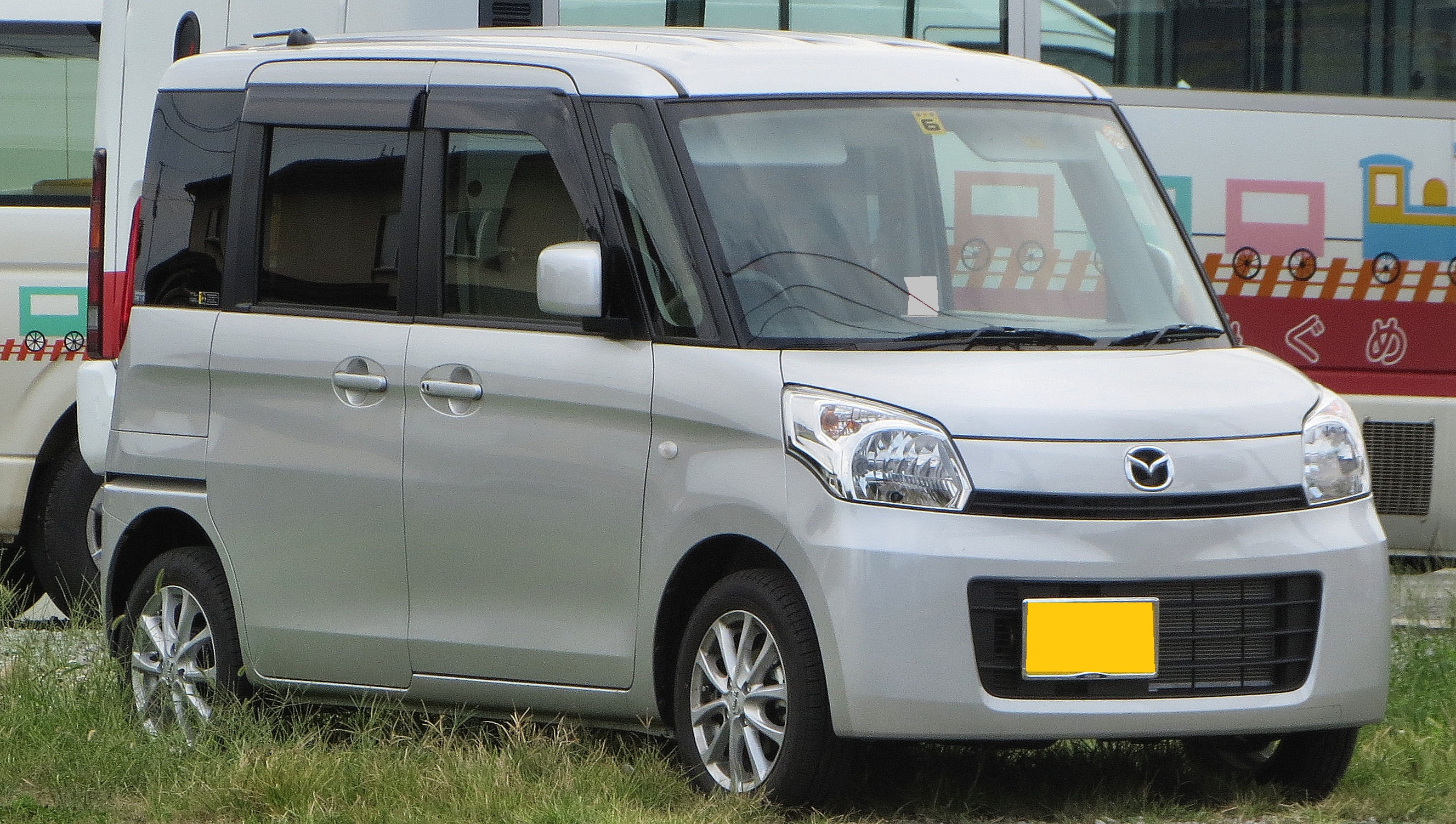
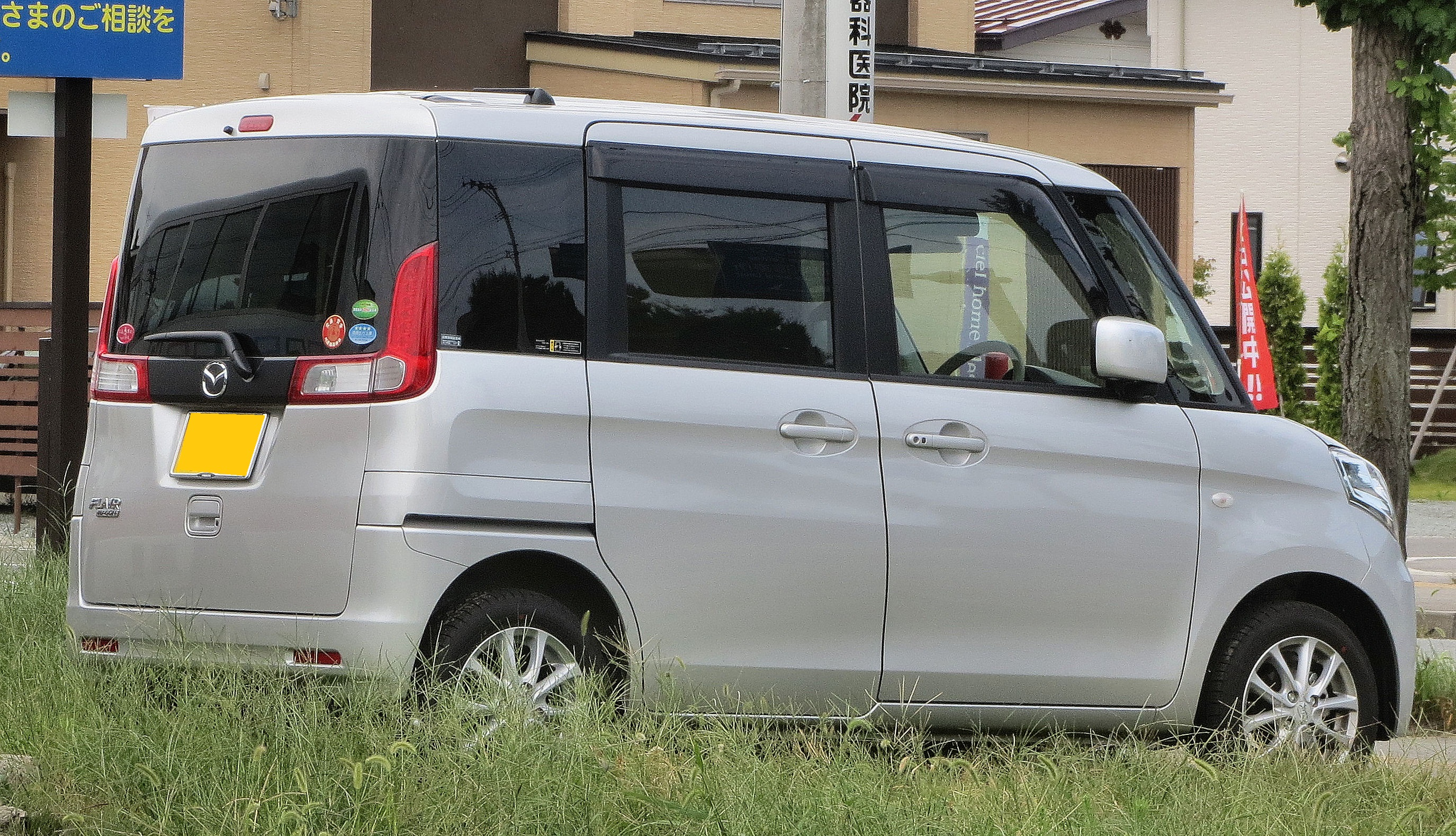

### 第三代（2018年-2023年）
2017年 - 12月22日原廠宣佈翌年2月8日起開始販售第三代Flair Wagon，由於採用新式底盤，車身尺寸比前代更為放大，車室空間也因而擴大。動力心臟分成二種：658c.c.直列三缸DOHC VVT R06A型自然進氣與658c.c.直列三缸DOHC VVT R06A型渦輪增壓引擎，配合CVT無段變速系統。此外，全車系標配具有WA05A型直流同步馬達、微型鋰電池模組的Mild Hybrid動力系統。在安全輔助方面，倒車自動緊急煞車、倒車防爆衝、後方駐車雷達等皆列為全車系標配；另可加價選購DSBS預防碰撞系統（Dual Sensor Brake Support），由單眼鏡頭與雷射感應器構成，並包含自動切換遠近燈之功能。
2018年 - 5月21日原廠發佈福祉車「輪椅移動車」的改款消息。

## 外部連結
- （日語）日本官方網站